# Earl of Powis

Wappen der Earls of Powis

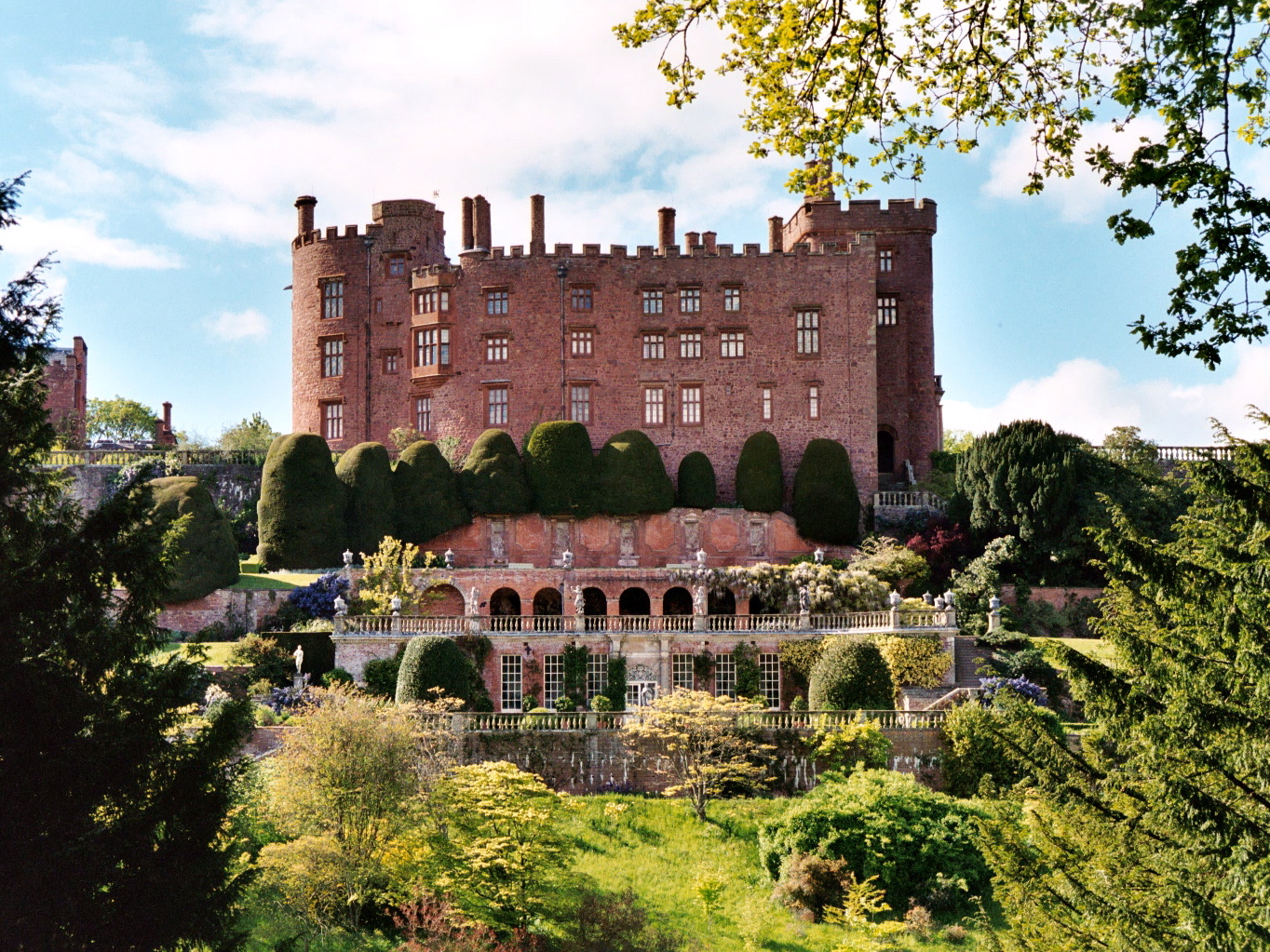
Powis Castle

Earl of Powis ist ein erblicher britischer Adelstitel. Der Titel wurde bisher dreimal verliehen, davon je einmal in der Peerage of England, der Peerage of Great Britain und der Peerage of the United Kingdom.
Die Namensgebung des Titels bezieht sich auf den Familiensitz der Earls, Powis Castle bei Welshpool in Montgomeryshire, Wales.

## Verleihungen
Erstmals wurde der Titel in der Peerage of England am 4. April 1674 für William Herbert, 3. Baron Powis aus der Familie Herbert verliehen. 1687 wurde er weiter zum Marquess of Powis erhoben. Als führender katholischer Adliger schloss dieser sich nach der Glorious Revolution den Jakobiten an; die neue englische Regierung erklärte ihn daraufhin zum Verräter und entzog ihm seine Titel. Sein Sohn gab die jakobitische Sache auf und erlangte 1722 die Restauration der Titel und damit verbundenen Würden. Beim kinderlosen Tod von dessen Sohn 1748 erloschen die Titel. 
Im gleichen Jahr noch wurde der Titel, nun in der Peerage of Great Britain, zum zweiten Mal verliehen, und zwar an den Verwandten Henry Herbert. Der Titel erlosch 1801, als dessen Sohn, der 2. Earl, kinderlos starb. 
Drei Jahre später, 1804, wurde der Titel in dritter Verleihung, diesmal in der Peerage of the United Kingdom, an Edward Clive, 2. Baron Clive, Sohn des Indien-Helden Robert Clive, 1. Baron Clive verliehen. Er war mit Henrietta, der Schwester des letzten Earls zweiter Verleihung, verheiratet. Ihr Sohn, der spätere 2. Earl, hatte 1801 von seinem Onkel die Familiengüter einschließlich Powis Castle geerbt und, als Bedingung für das Erbe, dessen Nachnamen und Wappen übernommen.

## Nachgeordnete Titel
Der Großvater des ersten Earls, William Herbert, der ersten Verleihung war seinerseits ein langjähriger Parlamentarier. Er wurde deshalb 1629 zum Baron Powis in der Peerage of England erhoben. Der Titel erlosch mit der Earlswürde. 
Der erste Earls der zweiten Verleihung führte bereits seit 1743 den Titel Baron Herbert of Chirbury. Mit der Earlswürde wurden 1748 die nachgeordneten Titel Viscount Ludlow und Baron Powis verliehen. Schließlich erhielt der erste Earl 1749 noch die Würde eines Baron Herbert of Chirbury and Ludlow mit einer besonderen Nachfolgeregelung. Sämtliche Titel, die zur Peerage of Great Britain gehörten, erloschen, als der zweite Earl ohne erbberechtigten Abkömmling starb.
In der dritten Verleihung hatte der erste Earl bereits vor seiner Erhebung von seinem Vater den Titel Baron Clive, of Plassey in the County of Clare, geerbt, der zur Peerage of Ireland gehörte. 1794 war er zum Baron Clive, of Walcot in the County of Shropshire, in der Peerage of Great Britain gemacht worden. Schließlich wurden mit der Earlswürde die Titel Baron Powis, of Powis Castle in the County of Montgomery, Baron Herbert, of Chirbury in the County of Shropshire, und Viscount Clive, of Ludlow in the County of Shropshire, verliehen. Sie gehören zur Peerage of the United Kingdom. Der Titelerbe führt den Höflichkeitstitel Viscount Clive. 

## Weitere Titel
Der erste Earl der ersten Verleihung wurde am 24. März 1687 zum Marquess of Powis mit dem nachgeordneten Titel Viscount Montgomery ernannt. Er erhielt später den jakobitischen, in England nicht anerkannten Titel Duke of Powis. Alle Titel erloschen, als der dritte Marquess 1748 unverheiratet starb.

## Liste der Barone, Earls und Marquesses of Powis sowie Barone Clive

### Barone Powis, erste Verleihung (1629)
- William Herbert, 1. Baron Powis (um 1573–1656)
- Percy Herbert, 2. Baron Powis (1598–1667)
- William Herbert, 3. Baron Powis (1626–1696) (1674 zum Earl of Powis, 1687 zum Marquess of Powis erhoben)

### Marquesses of Powis (1687)
- William Herbert, 1. Marquess of Powis, 1. Earl of Powis (1626–1696)
- William Herbert, 2. Marquess of Powis, 2. Earl of Powis (1665–1745)
- William Herbert, 3. Marquess of Powis, 3. Earl of Powis (1698–1748)

### Earl of Powis, zweite Verleihung (1748)
- Henry Arthur Herbert, 1. Earl of Powis (1703–1772)
- George Edward Henry Arthur Herbert, 2. Earl of Powis (1755–1801)

### Barone Clive (1762)
- Robert Clive, 1. Baron Clive (1725–1774)
- Edward Clive, 2. Baron Clive (1754–1839) (1804 zum Earl of Powis erhoben)

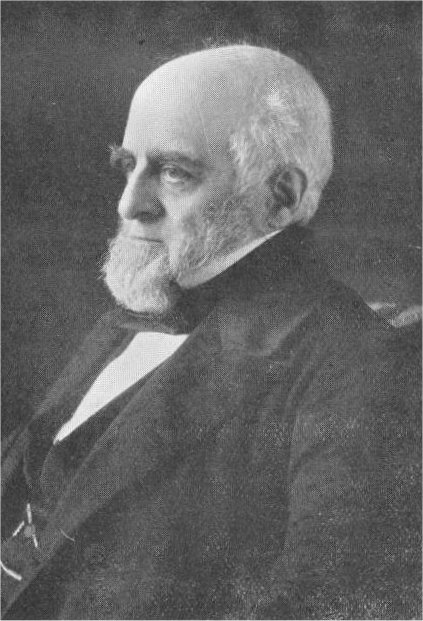
Edward Herbert, 3. Earl of Powis

### Earl of Powis, dritte Verleihung (1804)
- Edward Clive, 1. Earl of Powis (1754–1839)
- Edward Herbert, 2. Earl of Powis (1785–1848)
- Edward James Herbert, 3. Earl of Powis (1818–1891)
- George Charles Herbert, 4. Earl of Powis  (1862–1952)
- Edward Robert Henry Herbert, 5. Earl of Powis (1889–1974)
- Christian Herbert, 6. Earl of Powis (1904–1988)
- George William Herbert, 7. Earl of Powis (1925–1993)
- John George Herbert, 8. Earl of Powis (* 1952)

Titelerbe (Heir apparent) ist der Sohn des jetzigen Earls, Jonathan Herbert, Viscount Clive (* 1979).